# Фрайбург (футбольний клуб)
Спортивний клуб «Фрайбург» (нім. Sport-Club Freiburg) — німецький професіональний футбольний клуб із міста Фрайбург-ім-Брайсгау, Баден-Вюртемберг. Клуб виступає в німецькій Бундеслізі.

## Історія

### Створення
Клуб почав свою історію від двох клубів, обидва були засновані в 1904 році, це «Freiburger Fußballverein 04», який був створений в березні, й «Schwalbe Freiburg», який з'явився тільки через два місяці. Обидва клуби декілька разів змінювали назву. Так «Schwalbe Freiburg» став футбольним клубом «Марс» в 1905 році, а через рік був перейменований в «Union Freiburg». У той же час «Freiburger Fußballverein 04» став «Sportverein Freiburg 04» в 1909 році. Через три роки обидва клуби об'єдналися в єдиний клуб «Фрайбург» і саме тоді була створена емблема клубу з зображенням голови грифона.

### 1918–1950
У 1918 році після Першої світової війни «Фрайбург» увійшов у тимчасову домовленість з клубом «Фрайбургер», щоб мати можливість виставити повний склад гравців і це тимчасове об'єднання отримало назву «KSG Freiburg». На наступний рік «Фрайбург» приєдналися до «FT 1844 Freiburg» на деякий час, як футбольний відділ цього клубу. Ця співпраця була відновлена в 1938 році..
У кінці Другої світової війни, більшість існуючих організацій в Німеччині була розформована, в тому числі футбольні та спортивні команди. Клубу було дозволено відновити свою діяльність через рік, але вони повинні були отримати нові назви. Тому до 1950 року клуб був відомий під новою назвою «VfL Freiburg», але потім їм було дозволено повернути свою стару ідентичність.

### 1950–2000

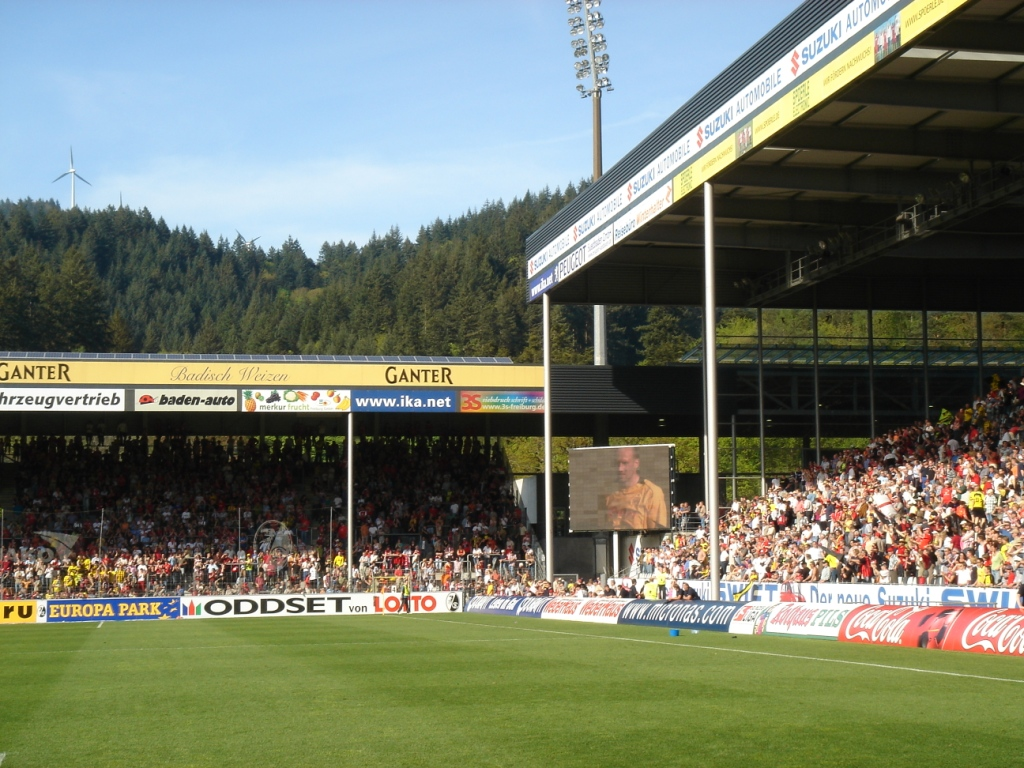
Баденова-Штадіон

У 1960-х роках клуб нічим не відзначався. У 1975 році виграв Кубок Південного Бадена. А потім у 1978 році повторив досягнення. З часом команда підвищувала свій клас. У 1993 році клуб переміг у Другій Бундеслізі й потрапив у еліту, де в першому сезоні набравши 28 очок фінішував на 15 місці, перемігши за різницію м'ячів «Нюрнберг», який теж набрав 28 очок. У наступному сезоні «Фрайбург» отримав бронзу Бундесліги й потрапив у Кубок УЄФА. Але там команда вилетіла за сумою двох кваліфіційних матчів зі «Славією». У наступному сезоні «Фрайбургу» не вистачило 2 очок, щоб потрапити в зону Кубка Інтертото. А на наступний рік покинув еліту.

### 2000–

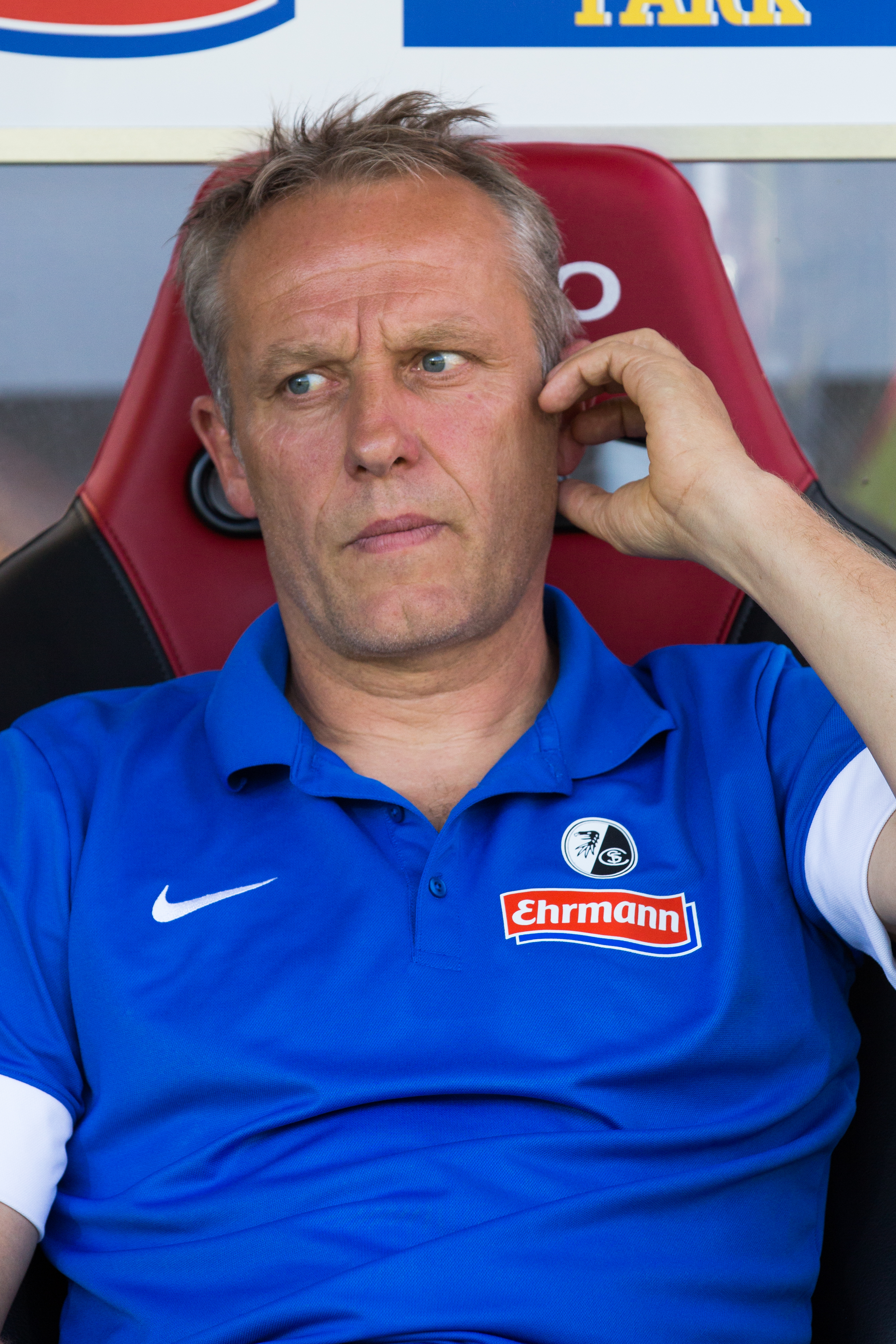
Крістіан Штрайх

У 2003 році команда знову повернулася в Бундеслігу, після перемоги в другому дивізіоні. Та клуб спіткала невдача, й вже в наступому сезоні «Фрайбург» посів останнє місце. Після 6-х років у Другій Бундеслізі, клуб знову повернувся до еліти й зберіг прописку. У сезоні 2010-2011 зайняв 9 місце. У сезоні 2012-2013 «Фрайбург» зміг посісти 5 позицію й знову потрапив у єврокубки. У наступному сезоні зайняв 3 місце в груповому етапі Ліги Європи. У сезоні 2014-2015 команда знову покинула головну першість країни. Але вже в сезоні 2016-2017 «Фрайбург» повернувся до Бундесліги. В цьому сезоні він зайняв сьоме місце і зумів потрапити до 3-го кваліфікаційнійного раунду Ліги Європи, де відразу вибув після матчів проти словенського «Домжале» з загальним рахунком 1:2 здобувши в першому матчі перемогу 1:0.

## Досягнення
- Бундесліга
  - Бронзовий призер (1): 1994-95

- Друга Бундесліга:
  - Переможець (4): 1992-93, 2002-03, 2008-09, 2015-16

- Кубок Німеччини:
  - Фіналіст (1): 2021-22

- Кубок Південного Бадена:
  - Володар (2): 1975, 1978

## Виступи в єврокубках
| Сезон   | Змагання    | Раунд   | Клуб                | Вдома | На виїзді | В сукупності |
| ------- | ----------- | ------- | ------------------- | ----- | --------- | ------------ |
| 1995–96 | Кубок УЄФА  | 1Р      | «Славія» «Прага»    | 1–2   | 0–0       | 1–2          |
| 2001–02 | Кубок УЄФА  | 1Р      | «Матадор» (Пухов)   | 2–1   | 0–0       | 2–1          |
| 2001–02 | Кубок УЄФА  | 2Р      | «Санкт-Галлен»      | 0–1   | 4–1       | 4–2          |
| 2001–02 | Кубок УЄФА  | 3Р      | «Феєнорд»           | 2–2   | 0–1       | 2–3          |
| 2013–14 | Ліга Європи | Група H | «Севілья»           | 0–2   | 0–2       | 3-є місце    |
| 2013–14 | Ліга Європи | Група H | «Ештуріл-Прая»      | 1–1   | 0–0       | 3-є місце    |
| 2013–14 | Ліга Європи | Група H | «Слован» (Ліберець) | 2–2   | 2–1       | 3-є місце    |
| 2017–18 | Ліга Європи | 3КР     | «Домжале»           | 1–0   | 0–2       | 1–2          |

## Склад команди
Станом на 27 червня 2025
| №  | Поз. | Нац.      | Гравець               |
| -- | ---- | --------- | --------------------- |
| 1  | ВР   | Німеччина | Ноа Атуболу           |
| 3  | ЗХ   | Австрія   | Філіпп Лінгарт        |
| 5  | ЗХ   | Німеччина | Мануель Гульде        |
| 6  | ПЗ   | Німеччина | Патрік Остергаге      |
| 8  | ПЗ   | Німеччина | Максіміліан Еггештайн |
| 9  | НП   | Німеччина | Лукас Гелер           |
| 11 | ПЗ   | Гана      | Даніел-Кофі К'єре     |
| 17 | ЗХ   | Німеччина | Лукас Кюблер          |
| 18 | НП   | Німеччина | Ерен Дінкчи           |
| 19 | ЗХ   | Німеччина | Ян-Ніклас Бесте       |
| 20 | НП   | Австрія   | Жуніор Адаму          |
| 21 | ВР   | Німеччина | Флоріан Мюллер        |
| 23 | ПЗ   | Косово    | Флорент Муслія        |
| 24 | ВР   | Німеччина | Яннік Гут             |

| №  | Поз. | Нац.      | Гравець                   |
| -- | ---- | --------- | ------------------------- |
| 25 | ЗХ   | Франція   | Кіліанн Сідійя            |
| 26 | НП   | Німеччина | Максиміліан Філіпп        |
| 27 | ПЗ   | Німеччина | Ніколас Хефлер            |
| 28 | ЗХ   | Німеччина | Маттіас Гінтер            |
| 30 | ЗХ   | Німеччина | Крістіан Гюнтер (капітан) |
| 32 | ПЗ   | Італія    | Вінченцо Гріфо            |
| 33 | ЗХ   | Франція   | Жорді Макенго             |
| 34 | ПЗ   | Німеччина | Мерлін Рель               |
| 37 | ЗХ   | Німеччина | Максиміліан Розенфельдер  |
| 38 | НП   | Австрія   | Міхаель Грегорич          |
| 42 | ПЗ   | Японія    | Доан Ріцу                 |
| 43 | ЗХ   | Швейцарія | Бруно Огбус               |
| 44 | ПЗ   | Швейцарія | Йоган Манзамбі            |